# Richard Requelme
Richard Requelme, vollständiger Name Richard Gabriel Requelme Chiappa, (* 6. September 1980 in Salto) ist ein uruguayischer ehemaliger Fußballspieler.

## Karriere
Der 1,88 Meter große Mittelfeldakteur Requelme stand zu Beginn seiner Karriere von 2002 bis Ende 2004 in Reihen des Club Sportivo Cerrito. In der Saison 2004 kam er in 30 Erstligaspielen zum Einsatz. Ein Tor schoss er nicht. Anschließend war er in der ersten Jahreshälfte 2005 für den Delfin SC aktiv. Anfang Juli 2005 kehrte er zu Cerrito zurück, bestritt in den folgenden anderthalb Jahren saisonübergreifend 27 Partien in der Primera División und erzielte einen Treffer. In der Clausura 2007 war Central Español sein Arbeitgeber. Dort lief er – ohne persönlichen Torerfolg – in acht Erstligabegegnungen auf. Ab August 2007 setzte er seine Karriere beim Club Atlético Cerro fort. Ein Treffer bei 19 Erstligaeinsätzen stehen für ihn bei den Montevideanern in der Saison 2007/08 zu Buche. Im Juli 2009 nahm ihn der aserbaidschanische Klub Standard Baku unter Vertrag. In der Premyer Liqası traf er dreimal bei 28 Einsätzen und kam zudem zweimal (kein Tor) im nationalen Pokalwettbewerb zum Zug. Anfang Juli 2010 wechselte er zu Boston River. In der Spielzeit 2010/11 bestritt er 15 Zweitligapartien und schoss vier Tore. Im September 2011 schloss er sich Deportivo Maldonado an. Bei den Südosturuguayern kam er in 19 Begegnungen der Segunda División zum Einsatz, blieb aber ohne persönlichen Torerfolg. Seit Ende Juli 2012 spielt er für Juventud Unida in Argentinien. Zwischen September 2012 und Ende Mai 2013 wurde er in 27 Ligapartien (ein Tor) und einem Spiel (kein Tor) der Copa Argentina eingesetzt. Mitte September 2013 schloss er sich dem Sportivo Atlético Club Las Parejas an.